# Muraltia divaricata
Muraltia divaricata là một loài thực vật có hoa trong họ Polygalaceae. Loài này được Eckl. & Zeyh. mô tả khoa học đầu tiên năm 1835.